# Адольф Фрідріх V Мекленбурзький
Адольф Фрідріх V, великий герцог Мекленбург-Штреліцький (нім. Adolf Friedrich V., Großherzog von Mecklenburg-Strelitz; 22 липня 1848, Нойштреліц — 11 червня 1914, Берлін) — великий герцог Мекленбург-Штреліцький в 1904—1914 роках, прусський генерал кавалерії (27 січня 1897). Повне ім'я — Георг Адольф Фрідріх Віктор Ернст Адальберт Густав Вільгельм Веллінгтон (нім. Georg Adolf Friedrich Victor Ernst Adalbert Gustav Wilhelm Wellington).

## Біографія
Адольф Фрідріх був єдиним сином великого герцога Фрідріха Вільгельма і його дружини принцеси Августи Кароліни Великобританської, дочки герцога Кембриджського Адольфа Фредеріка.
З приходом батька до влади в Мекленбург-Штреліці Адольф Фрідріх носив титул наслідного великого герцога. 18 січня 1871 року Адольф Фрідріх представляв свого батька на церемонії проголошення Вільгельма I німецьким імператором в Версальському палаці.
17 квітня 1877 року Адольф Фрідріх одружився в Дессау з принцесою Єлизаветою Ангальт-Дессауською. У них народилося четверо дітей.
Правив у Мекленбург-Штреліці після смерті батька 30 травня 1904 року.

## Родина
Дружина — Єлизавета Ангальт-Дессауська
Діти:
- Вікторія Марія (1878—1948) — одружена з графом Жоржем Жаметелем, пізніше з принцом Юліусом Ернстом Ліппе-Бістерфельдським
- Ютта (1880—1946), одружена з принцом Данилом Чорногорським
- Адольф Фрідріх (1882—1918, самогубство) — застрелений (імовірно, самогубство).
- Карл Борвін (1888—1908) — вбитий на дуелі.

## Нагороди

### Нагороди німецьких держав

#### Мекленбург
- Орден Вендської корони, великий хрест із ланцюгом і короною в руді
- Орден Грифа, великий хрест
- Пам'ятна медаль великого герцога Фрідріха Франца III
- Хрест «За військові заслуги» (Мекленбург-Шверін)
- Хрест «За заслуги у війні» (Мекленбург-Штреліц)
- Хрест «За вислугу років» (Мекленбург)

#### Прусське королівство
- Орден Чорного орла з ланцюгом
- Орден Червоного орла, великий хрест
- Королівський орден дому Гогенцоллернів, лицарський хрест
- Князівський орден дому Гогенцоллернів, почесний хрест 1-го класу
- Орден Святого Йоанна (Бранденбург), почесний лицар
- Залізний хрест 2-го класу
- Пам'ятна військова медаль за кампанію 1870-71

#### Велике герцогство Баденське
- Орден Вірності (Баден) (1889)
- Орден Бертольда I (1889)

#### Велике герцогство Гессенське
- Орден Людвіга Гессенського, великий хрест (25 квітня 1877)
- Орден Золотого лева

#### Інші держави
- Орден Альберта Ведмедя, великий хрест (Ангальтське князівство) (1866)
- Орден Генріха Лева, великий хрест (Брауншвейзьке герцогство) (1867)
- Орден дому Саксен-Ернестіне, великий хрест (1877)
- Орден Вюртемберзької корони, великий хрест (1891)
- Орден Святого Губерта (Баварське королівство) (1905)
- Орден Заслуг дому герцога Петра-Фрідріха-Людвіга, великий хрест із ланцюгом і золотою короною (Велике герцогство Ольденбурзьке)
- Медаль «За військові заслуги» (Шаумбург-Ліппе)
- Орден Рутової корони (Саксонське королівство)
- Королівський гвельфський орден, великий хрест (Ганноверське королівство)

### Іноземні нагороди
- Орден Слона (Данія) (19 серпня 1904)

#### Князівство Чорногорія
- Орден Святого Петра Цетинського
- Орден князя Данила I, великий хрест

#### Британська імперія
- Цивільний орден Лазні, почесний великий хрест з ланцюгом (17 квітня 1877)
- Орден Підв'язки (19 червня 1911)

#### Російська імперія
- Орден Андрія Первозванного
- Орден Святого Олександра Невського
- Орден Білого Орла
- Орден Святої Анни 1-го ступеня
- Орден Святого Станіслава 1-го ступеня
- Орден Святого Георгія 4-го ступеня (26 липня 1874) — за участь у Франко-прусській війні.